# Hylomyscus baeri
Hylomyscus baeri är en däggdjursart som beskrevs av Heim de Balsac och Paul Aellen 1965. Hylomyscus baeri ingår i släktet Hylomyscus och familjen råttdjur. IUCN kategoriserar arten globalt som starkt hotad. Inga underarter finns listade i Catalogue of Life.
Denna gnagare förekommer med två från varandra skilda populationer i västra Afrika, den första i Sierra Leone och den andra i södra Elfenbenskusten samt i södra Ghana. Arten vistas i låglandet och i kulliga områden upp till 500 meter över havet. Habitatet utgörs av tropiska skogar.
Arten blir 9,8 till 11,5 cm lång (huvud och bål), har en 11,1 till 14,1 cm lång svans och väger 25 till 36 g. Bakfötterna är 2,1 till 2,3 cm långa och öronen är 1,5 till 1,9 cm stora. Ovansidan är täckt av kort och tät päls med hår som är cirka 4 mm långa. De är gråa nära roten och brun vid spetsen. Mot den helt vita pälsen på undersidan förekommer en orange kant. Huvudet kännetecknas av mörka ringar kring ögonen samt av en orange fläck framför varje öga. Den långa svansen är täckt av fjäll och av små styva hår. Honor har fyra par spenar.
Individerna klättrar främst i träd och buskar.